# Callidula
Callidula Hübner, 1819 è un genere di lepidotteri appartenente alla famiglia Callidulidae, diffuso in Asia e Oceania con 30 specie.

## Etimologia
Il nome del genere deriva dall'aggettivo latino callĭdŭlus, ossia "abbastanza ingegnoso".

## Descrizione
I membri di questo genere sono falene eteroneure appartenenti ai Ditrysia, con taglia medio-grande, dalle abitudini principalmente diurne; l'aspetto generale è alquanto simile a quello dei Papilionoidea.
Anche la posizione verticale delle ali a riposo ("a vela" anziché "a tetto", come di regola si osserva nelle falene) può far pensare immediatamente a una farfalla.

### Adulto

#### Capo
Il capo può presentare dei "ciuffi" di scaglie piliformi.
Gli occhi rivelano la presenza di minutissime setole interommatidiali; gli ocelli sono ridotti ma comunque presenti; i chaetosemata sono ben sviluppati, con piccole scaglie inframmezzate alle setole sensoriali.
Nell'apparato boccale, i lobi piliferi sono sempre presenti, come pure la spirotromba, quest'ultima priva di scaglie e ben sviluppata. I palpi mascellari sono ridotti. I palpi labiali sono trisegmentati, col II articolo di solito diritto o ascendente; il III articolo è spesso diritto e termina con un organo di vom Rath ben definito.
Le antenne sono filiformi o al massimo lievemente clavate, ma mai pettinate; negli esemplari essiccati, spesso l'apice è uncinato; il flagello è provvisto di scaglie sulla superficie dorsale, talvolta anche su quella ventrale ma solo nella parte prossimale; i sensilli tricoidei sono di lunghezza ridotta.

#### Torace
Il processo ventrale della tegula non risulta mai appuntito, ma al contrario spesso è alquanto corto; gli anepisterni del mesotorace sono ben sviluppati. Il metascuto è diviso in due parti; la parte posteriore del metascutello è spesso sollevata, piatta e verticale.
Nelle zampe, le tibie sono munite di spine, e quelle posteriori possono talvolta rivelare la presenza di ciuffi di scaglie androconiali; l'epifisi può essere ridotta oppure abbastanza allungata e la formula degli speroni tibiali è di norma 0-2-4, spesso con gli speroni metatibiali intermedi più corti di quelli apicali; nel tarso delle zampe anteriori, il IV tarsomero è munito sulla superficie ventrale di una coppia di robuste spine apicali, mentre il distitarso ne è privo, tranne in rari casi, in cui può reggere un gruppo di piccolissime spine; l'arolio è ben sviluppato e i pulvilli sono divisi; le unghie sono semplici, prive di dentellatura.
Nel maschio manca un retinaculum sulla subcosta, mentre il frenulum è presente in entrambi i sessi, ma è ridotto anche nelle specie in cui l'angolo omerale e più espanso; la spinarea non è presente.
Nell'ala anteriore, R è libera; Rs2 ed Rs3 sono sempre unite, mentre Rs1 può essere libera o fusa con gli altri rami di Rs; Rs4 è sempre libera; M e CuA sono libere, con M2 posizionata nettamente più vicina a M3 che a M1; la nervatura radio-mediale (r-m) è lunga e sottile; CuP è sostituita da una piega; la cellula discale è aperta tra M1 ed M2; Sc+R è vicina oppure fusa con Rs al di là del punto di origine di M1; 1A+2A è priva di biforcazione alla base; 3A è di solito ben sviluppata.
Nell'ala posteriore, spesso è osservabile una sorta di sperone omerale su Sc+R (talvolta molto ridotto), che può avvicinarsi o sfiorare Rs per un certo tratto, prima della fine della cellula discale; quest'ultima spesso risulta aperta ed M2 è più vicina ad M3 che ad M1; non si osserva CuP; 3A può essere ridotta oppure ben sviluppata.

#### Addome
Nell'addome non sono presenti organi timpanici; i bordi laterali del I tergite sono connessi anteriormente al II sternite attraverso uno sclerite tergosternale completo; il II sternite è spesso allungato, ma provvisto di brevi apodemi; i tergiti III-VI sono solitamente allargati; nel maschio, l'VIII sternite è ridotto a un paio di bastoncelli.
Nell'apparato genitale maschile, il vinculum è talvolta provvisto di un saccus; le valve sono unite ventralmente rispetto alla juxta; non si osserva uno gnathos completo, mentre l'uncus appare ristretto nella parte distale, quasi a formare una sorta di uncino; l'edeago presenta un 
coecum penis, talvolta molto ridotto.
Nel genitale femminile, la bursa copulatrix può essere semplice oppure provvista di svariati processi laterali; l'ostium bursae è situato proprio in prossimità del margine anteriore arcuato dell'VIII sternite; le apofisi sono alquanto pronunciate; l'ovopositore appare appiattito e quadrilobato.

### Uovo
L'uovo è ellittico e lievemente appiattito.

### Larva
Sul corpo della larva le setole primarie sono ben distribuite, ma quelle secondarie sono assenti.
Il capo è ipognato.
Nel torace, lo scudo dorsale (pronoto) è ampio, con cinque paia di setole; nel protorace, le setole laterali L sono due, mentre soltanto una setola subdorsale (SD2) è presente.
Ad ogni lato del primo segmento addominale si nota una ghiandola posta al di sotto della setola L2. Nei segmenti A1-A7 le due setole L sono distanziate una dall'altra, mentre appaiono ravvicinate in A8.
Cinque paia di corte pseudozampe sono presenti sui segmenti A3-A6 e A10, con uncini disposti a cerchio, in doppio ordine.

### Pupa
La pupa è obtecta, con i segmenti A8-A10 fusi tra loro.
I palpi mascellari possono essere esposti, mentre quelli labiali sono in gran parte nascosti.
Nel torace, i profemori non sono esposti, mentre il secondo paio di zampe si spinge caudalmente più avanti delle antenne.

L'addome presenta solo due segmenti mobili; sui segmenti A2-A4 si osservano dei calli ambulacrali.
Il cremaster è costituito da una diecina di robuste setole ricurve.

## Biologia
Gli adulti volano durante il giorno nel sottobosco.

### Ciclo biologico
Dopo l'accoppiamento, le uova sono deposte singolarmente al margine delle foglie della pianta nutrice.
Le giovani larve arrotolano una o più foglie, fissandole con filamenti sericei, creando un riparo all'interno del quale si accrescono fino a compiuta maturazione.
L'impupamento avviene all'interno di questa struttura di protezione, da cui in seguito emergono gli adulti.

### Alimentazione
Si dispone di poche informazioni riguardo alle piante nutrici per le specie delle Callidulinae, ma si ritiene che questi bruchi siano strettamente pteridofagi, ossia si alimentino esclusivamente di foglie di felce.

### Parassitoidismo
Non sono stati riportati fenomeni di parassitoidismo ai danni di queste larve.

## Distribuzione e habitat
Il taxon è presente in un areale esteso nelle ecozone indomalese e australasiana, con un limite occidentale rappresentato dall'India, raggiungendo parte della Siberia meridionale e poi il Sud-est asiatico e l'Oceania settentrionale, fino alle Isole Salomone; solo una specie è presente in Australia.
L'habitat è rappresentato dal sottobosco della foresta pluviale.

## Tassonomia
Callidula Hübner, 1819 - Verz. bekannt. Schmett.: 66 - specie tipo: Papilio petavius Stoll, 1781 (= Callidula petavius) - In: Cramer, Uitl. Kapellen 4: 145, tav. 365, figg. C, D.
La designazione della specie tipo fu effettuata da Kirby, 1892 - Syn. Cat. Lepid. Het. 1: 395.

### Specie
Il genere annovera 30 specie, distribuite tra Asia e Oceania:
- Callidula arctata (Butler, 1877) - Ann. Nat. Hist. (4) 19: 394 - Papua Nuova Guinea
- Callidula aruana (Butler, 1877) - Ann. Nat. Hist. (4) 19: 395 - Isole Aru (Indonesia)
- Callidula atata (Swinhoe, 1909) - Ann. Mag. Nat. Hist. (8) 3 (14): 95 - Isole Kai (Indonesia)
- Callidula attenuata (Moore, 1879) - Descr. Lep. Atkinson: 21 - Sikkim, Assam (India), sud-est asiatico, Taiwan, Giappone
- Callidula aureola (Swinhoe, 1905) - Ann. Mag. Nat. Hist. (7) 16 (92): 149 - Obira (Indonesia)
- Callidula biplagiata (Butler, 1887) - Ann. Nat. Hist. (5) 19 (111): 221 - Isole Salomone
- Callidula dichroa (Boisduval, 1832) - In d'Urville, Voy. Astrolabe (Faune ent. Pacif.) 1: 260 - Nuova Guinea, Isole Aru e Seram (Molucche, Indonesia)
- Callidula erycinoides (Felder, 1868) - Reise Fregatte Novara, 2 (Abth. 2) (9): tav. 107, fig. 23 - Bihar (India), Isola Ternate, Halmahera e Bacan (Indonesia)
- Callidula evander (Stoll, 1780) - In Cramer, Uitl. Kapellen 4 (26b-28): 83, tav. 331, figg. F, G - Molucche, Sulawesi, Irian Jaya (Indonesia)
- Callidula fasciata (Butler, 1877) - Ann. Mag. Nat. Hist. (4) 19 (113): 395 - Isola Ternate (Indonesia)
- Callidula hypoleuca (Butler, 1887) - Ann. Nat. Hist. (5) 19 (111): 222 - Isole Salomone
- Callidula jucunda Felder, 1874 - Reise Fregatte Novara, 2 (Abth. 2) (9): tav. 107, fig. 25 - Giava, Borneo e Malacca (Malaysia e Indonesia)
- Callidula kobesi Holloway, 1998 - Moths of Borneo  8: 13, tav. 1, fig. 10, 16 - Borneo (Malesia e Indonesia)
- Callidula lata (Pagenstecher, 1887) - Jahrb. Nass. Ver. f Nat. 40: 223, tav. 1, fig. 3 - Bacan (Indonesia)
- Callidula lunigera (Butler, 1879) - Proc. Zool. Soc. Lond. 1879: 162 - Nuova Britannia (Arcipelago di Bismarck), Isole del Duca di York e Nuova Irlanda (Nuova Guinea)
- Callidula miokensis Pagenstecher, 1894 - Jahrb. Nass. Ver. f Nat. 47: 79 - Mioko, Isole del Duca di York (Nuova Guinea)
- Callidula nenia (Druce, 1888) - Proc. Zool. Soc. Lond. 1888: 572 - Guadalcanal (Isole Salomone)
- Callidula nigresce (Butler, 1887) - Ann. Nat. Hist. (5) 19 (111): 221 - Isole Shortland (Isole Salomone)
- Callidula oceanitis (Joicey & Talbot, 1916) - Trans. Ent. Soc. Lond. 1916: 83 - Isole Schouten (Indonesia)
- Callidula petavius (Stoll, 1781) - in Cramer, Uitl. Kapellen 4 (29-31): 145, tav. 365, figg. C, D - Ambon e Molucche meridionali (Indonesia) (specie tipo)
- Callidula plagalis (Felder, 1874) - Reise Fregatte Novara 2 (Abth. 2) (4): tav. 107, fig. 22 - Isole Aru (Indonesia)
- Callidula plioxantha (Kirsch, 1877) - Mitt. Mus. Dresden 2: 130, tav. 7, fig. 2 - Misool (Indonesia)
- Callidula posticalis (Guérin-Méneville, 1831) - Voy. Coquille 2 (2): 286, tav. 18, fig. 5 - Nuova Irlanda, Nuova Britannia e Isole del Duca di York (Nuova Guinea), Isola Ternate, Isole Aru, Seram e Sulawesi (Indonesia)
- Callidula propinqua (Butler, 1877) - Ann. Mag. Nat. Hist. (4) 19 (113): 394 - Ambon, Seram, Buru, Isola Ternate, Waigeo, Isole Aru e Sulawesi (Indonesia)
- Callidula sakuni (Horsfield, 1828) - Descr. Cat. lep. Ins. Mus. East India Coy 1: 59, tav. 2, fig. 1, 1a-f - Birmania, Thailandia, Malesia e Indonesia
- Callidula scottii (MacLeay, 1886) - Proc. Ent. Soc. N. S. W. 1: liv - Penisola di Capo York (Australia)
- Callidula sobah (Pagenstecher, 1886) - Jahrb. Nass. Ver. f Nat. 39: 113 - Buru e Waigeo (Indonesia), Nuova Guinea
- Callidula sumatrensis Pagenstecher, 1887 - Jahrb. Nass. Ver. f Nat. 40: 232 - Thailandia, Malesia, Indonesia
- Callidula versicolor (Felder, 1874) - Reise Fregatte Novara 2 (Abth. 2) (4): tav. 107, fig. 24 - Nuova Guinea
- Callidula waterstradti Holloway, 1998 - Moths of Borneo 8: 14, tav. 1, figg. 8, 20, 25 - Borneo settentrionale (Malesia), Sumatra (Indonesia)

### Sinonimi
Sono stati riportati i seguenti sinonimi:
- Cleis Guérin-Méneville, 1831 - Voyage Coquille, 2 (2): 286, tav. 18, fig. 5 - specie tipo: Cleis posticalis Guérin-Méneville, 1831 (= Callidula posticalis)[16]
- Datanga Moore, 1879 - Descr. Indian lep. Atkinson: 21 - specie tipo: Datanga minor Moore, 1879 (= Callidula sakuni)[17]
- Petavia Horsfield, 1828 - Descr. Cat. lep. Ins. Mus. East India Coy 1: 59, tav. 2, figg. 1, 1a-f - specie tipo: Petavia sakuni Horsfield, 1828 (= Callidula sakuni)[18]

## Alcune specie

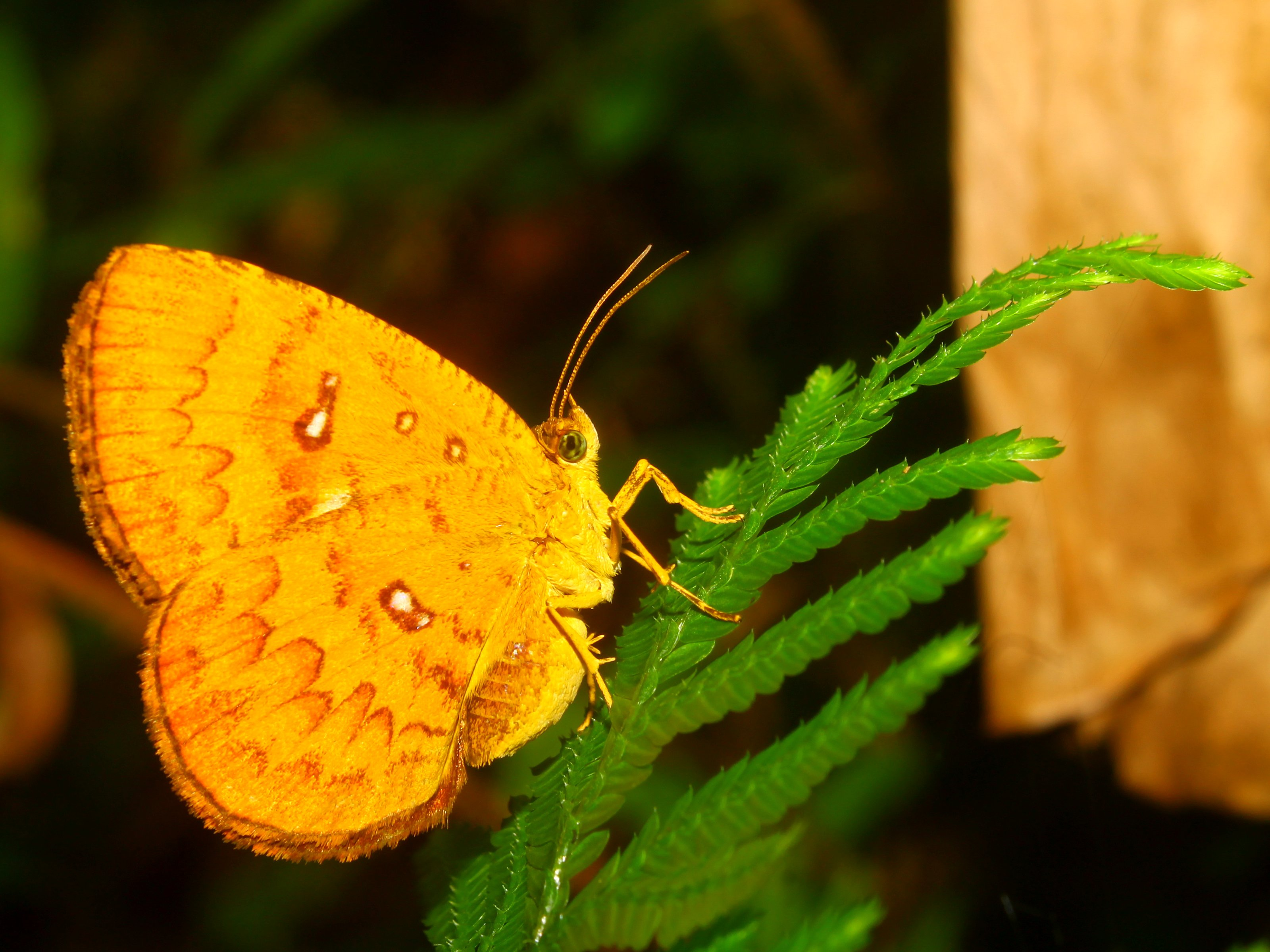
Callidula evander
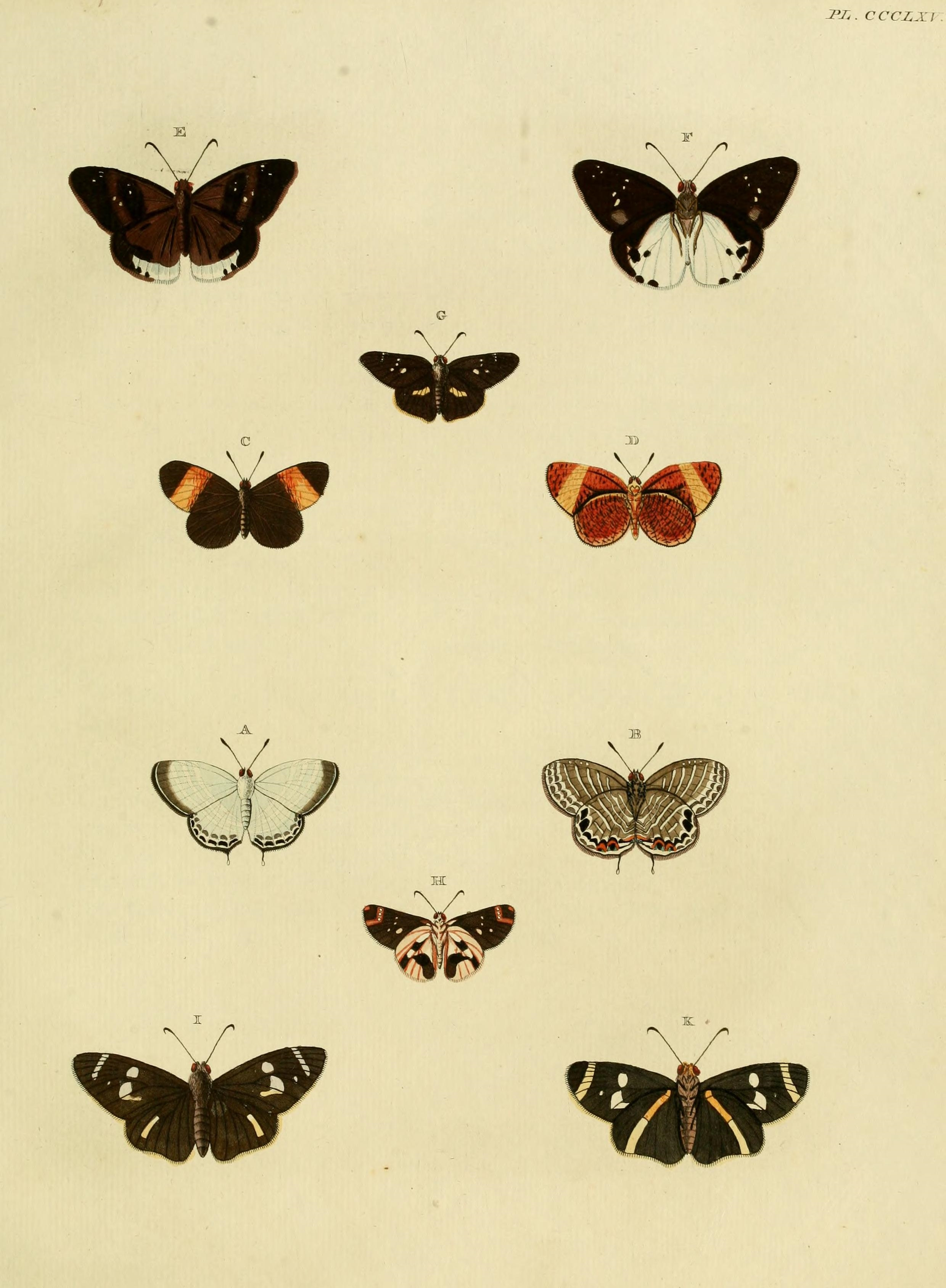
Callidula petavius C: recto; D: verso
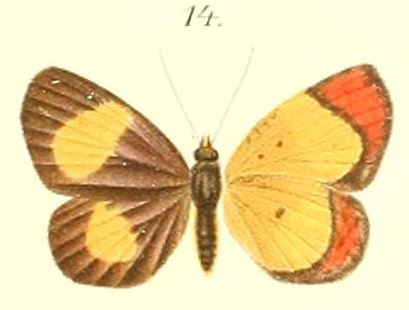
Callidula hypoleuca
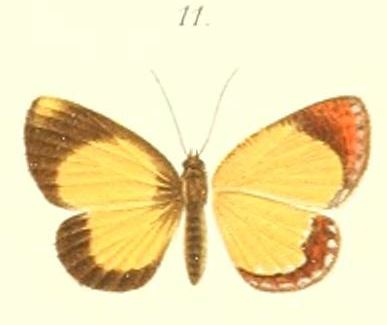
Callidula miokensis
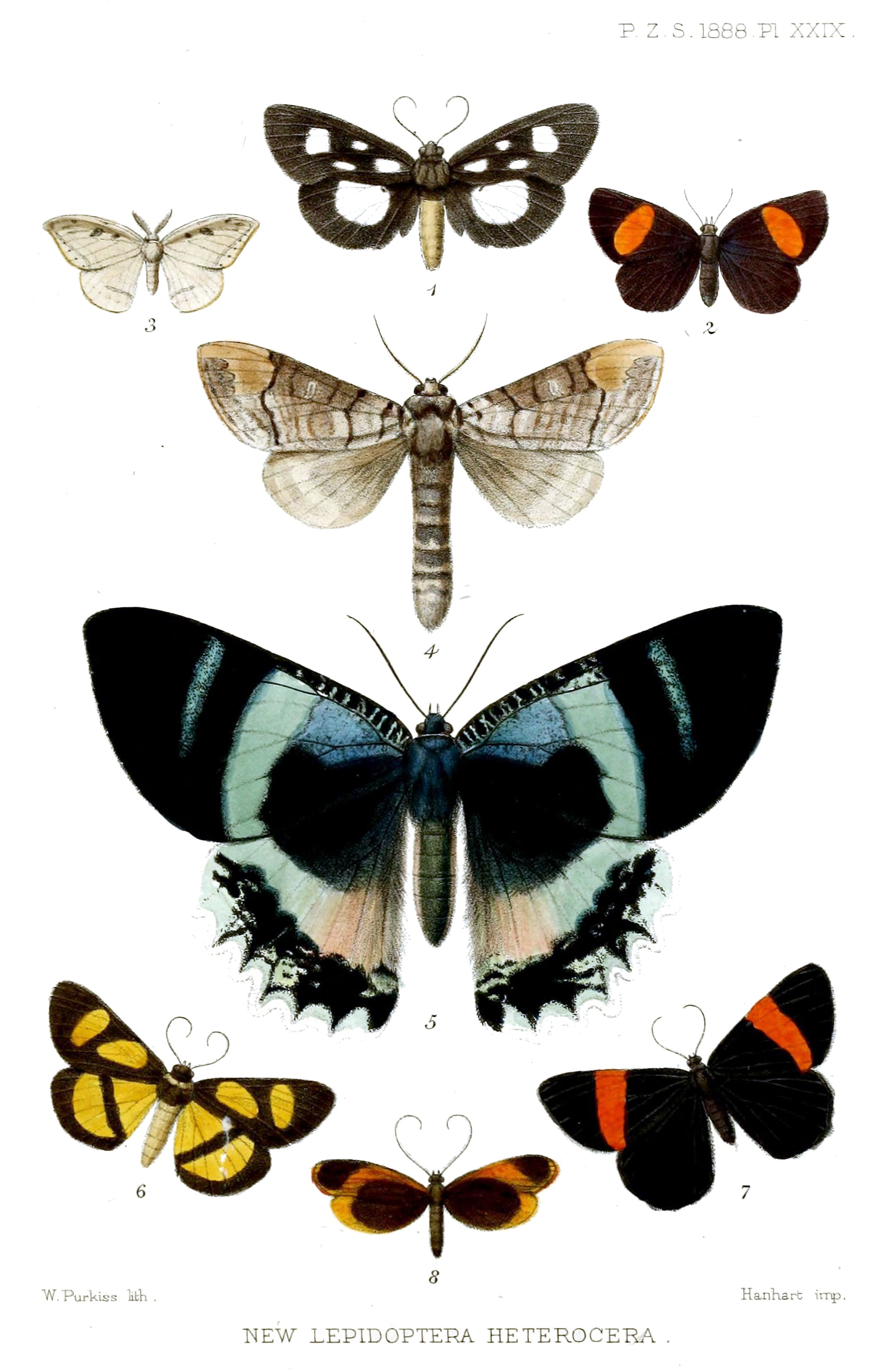
Callidula nenia 2: ♀
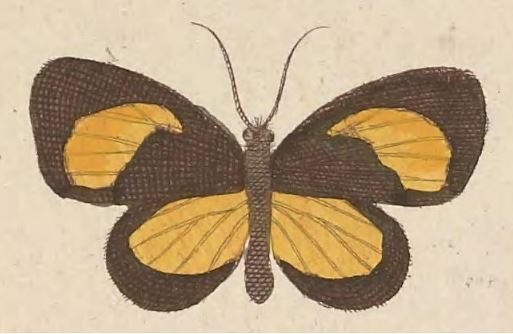
Callidula plioxantha

## Conservazione
Nessuna specie appartenente a questo genere è stata inserita nella Lista rossa IUCN.

### Testi
- (EN) Barlow, H. S., An Introduction to the Moths of South East Asia, d'Abrera, B., Kuala Lumpur and Faringdon, U.K., The Malayan Nature Society and E.W. Classey, 1982,  pp. x+305; 50 pls, ISBN 9780860960188, OCLC 252308130.
- (EN) Capinera, J. L. (Ed.), Encyclopedia of Entomology, 4 voll., 2nd Ed., Dordrecht, Springer Science+Business Media B.V., 2008,  pp. lxiii + 4346, ISBN 978-1-4020-6242-1, LCCN 2008930112, OCLC 837039413.
- Castiglioni, L. & Mariotti, S., IL - Vocabolario della lingua latina, Brambilla, A. & Campagna, G., 30ª ristampa, Torino, Loescher, 1983  [1966],  p. 2493, ISBN 978-88-201-6657-1, LCCN 76485030, OCLC 848632390.
- (EN) Chapman, R. F., The insects: structure and function, 4ª edizione, Cambridge, Cambridge University Press, 1998,  pp. xvii, 770, ISBN 0-521-57048-4, LCCN 97035219, OCLC 37682660.
- (EN) Common, I. F. B., Moths of Australia, Slater, E. (fotografie), Carlton, Victoria, Melbourne University Press, 1990,  pp. vi, 535, 32 con tavv. a colori, ISBN 9780522843262, LCCN 89048654, OCLC 220444217.
- (DE) Geyer, C., Zuträge zur Sammlung exotischer Schmettlinge [sic]: bestehend in Bekundigung einzelner Fliegmuster neuer oder rarer nichteuropäischer Gattungen (PDF), Hübner, J., Vol. 4, Augusta, bey dem Verfasser zu finden, 1832  [1818-1837],  p. 17, DOI:10.5962/bhl.title.12439, ISBN non esistente, OCLC 19807810.
- (FR) Grassé, P.-P. (a cura di), Traité de Zoologie, fascicolo 10, Parigi, Masson, 1951,  pp. 174-448 + pls. 1-3, ISBN non esistente, LCCN 49002833, OCLC 11807259.
- (EN) Grimaldi, D. A.; Engel, M. S., Evolution of the insects, Cambridge [U.K.]; New York, Cambridge University Press, maggio 2005,  pp. xv + 755, ISBN 978-0-521-82149-0, LCCN 2004054605, OCLC 56057971.
- (FR) Guérin-Méneville, F. É., part 2 [zoologie] (PDF), in Voyage autour du monde: exécuté par ordre du roi, sur la corvette de Sa Majesté, la Coquille, pendant les années 1822, 1823, 1824, et 1825, vol. 2, Parigi, Arthus Bertrand, 1825-1830  [1831],  p. 474, DOI:10.5962/bhl.title.57936, ISBN non esistente, LCCN 33000054, OCLC 10984504.
- (EN) Hampson, G. F., Family Pterothysanidae (PDF), in Blanford, W. T. (Ed.). The Fauna of British India, including Ceylon and Burma, Moths, vol. 1., Londra, Taylor & Francis, 1892,  pp. 430-432, DOI:10.5962/bhl.title.100745, ISBN non esistente, LCCN 01026626, OCLC 928803451.
- (DE) Hering, E. M., Familie: Pterothysanidae, in Seitz, A. (Ed.). Die Gross-Schmetterlinge der Erde, Vol. 10 - Die afrikanischen Spinner und Schwarmer, Stoccarda, A. Kernen, 1926,  pp. 123–125, tav. 19, ISBN non esistente, OCLC 488252732.
- (DE) Holloway, J. D.; Bradley, J. D. & Carter, D. J., Lepidoptera, in Betts, C. R. (Ed.). CIE Guides to Insects of importance to Man, Vol. I, Londra, CAB International Institute of Entomology & British Museum (Natural History), 1987,  pp. 1-262, ISBN 9780851986050, OCLC 180474624.
- (EN) Horsfield, T., A Descriptive catalogue of the lepidopterous insects contained in the Museum of the honourable East-India company, illustrated by coloured figures of new species and of the metamorphosis of Indian lepidoptera, with introductory observations on a general arrangement of this order of insects (PDF), vol. 1, Londra, Parbury, Allen, & Co., 1828-29  [1928],  p. 144, DOI:10.5962/bhl.title.65381, ISBN non esistente, OCLC 51498099.
- (DE, LA) Hübner, J., Verzeichniss bekannter Schmettlinge (PDF), Augusta, Verfasser zu Finden, 1819  [1816-1826],  pp. 431+72, ISBN non esistente, LCCN 08022995, OCLC 24336897.
- (JA) Inoue, H., Check list of the Lepidoptera of Japan - Part 2: Alucitidae - Epicopeidae, Tokyo, Rikusuisha, 1955,  pp. 113-217, ISBN non esistente, OCLC 770706878.
- (EN) Kirby, W., A synonymic catalogue of Lepidoptera Heterocera. (Moths) (PDF), Vol. 1. Sphinges and bombyces, Londra, Gurney & Jackson, 1892,  pp. xii; 951+45, DOI:10.5962/bhl.title.9152, ISBN non esistente, OCLC 3776591.
- (DE) Kobes, L. W. B., The Callidulidae of Sumatra, in Heterocera sumatrana, Vol. 6 - Limacodidae, Ratardidae, Callidulidae, Brahmaeidae, Lasiocampidae, Gottingen, Heterocera Sumatrana Society, 1990,  pp. 101-115, ISBN 9783925055096, OCLC 488100556.
- (EN) Kristensen, N. P. (Ed.), Handbuch der Zoologie / Handbook of Zoology, Band 4: Arthropoda - 2. Hälfte: Insecta - Lepidoptera, moths and butterflies, Kükenthal, W. (Ed.), Fischer, M. (Scientific Ed.), Teilband/Part 35: Volume 1: Evolution, systematics, and biogeography, ristampa 2013, Berlino, New York, Walter de Gruyter, 1999  [1998],  pp. x, 491, ISBN 978-3-11-015704-8, OCLC 174380917.
- (EN) Moore, F., Descriptions of new Indian lepidopterous insects from the collection of the late Mr. W.S. Atkinson. Rhopalocera, by William C. Hewitson. Heterocera, by Frederic Moore. With an introductory notice by Arthur Grote (PDF), Calcutta, Asiatic Society of Bengal, 1879,  pp. xi, 299; tavv. VIII, DOI:10.5962/bhl.title.5528, ISBN non esistente, LCCN 48034117, OCLC 557932674.
- (EN, JA) Nagano, K., Life-history of some Japanese Lepidoptera containing new genera and species, collana Bulletin of the Nawa Entomological Laboratory, Vol. 1, Gifu, Nawa Entomological Laboratory, 1916,  pp. 1-27 + 9 tavv., ISBN non esistente, OCLC 13531989.
- (DE) Pagenstecher, A., Callidulidae, bearbeitet von dr. Arnold Pagenstecher - Mit 19 abbildungen (PDF), collana Das Tierreich, Vol. 17, Berlino, R. Friedländer und Sohn, 1902,  p. 21, DOI:10.5962/bhl.title.1237, ISBN non esistente, LCCN 06035713, OCLC 3623513.
- (EN) Scoble, M. J., The Lepidoptera: Form, Function and Diversity, seconda edizione, London, Oxford University Press & Natural History Museum, 2011  [1992],  pp. xi, 404, ISBN 978-0-19-854952-9, LCCN 92004297, OCLC 25282932.
- (EN) Seitz, A., Family: Callidulidae, in The Macrolepidoptera of the World, Vol. 10, Stoccarda, Verlag des Seitz'schen werkes (A. Kernen), 1924,  pp. 491-496, ISBN non esistente, LCCN unk82065024, OCLC 41184004.
- (NL) Stoll, C., Pieter Cramer. Aanhangsel van het werk, De uitlandsche kapellen, voorkomende in de drie waereld-deelen : Asia, Africa en America, door den Heere Pieter Cramer, vervattende naauwkeurige afbeeldingen van Surinaamsche rupsen en poppen; als mede van veele zeldzaame en nieuwe ontdekte uitlandsche dag- en nagt-kapellen (PDF), Vol. 4, Amsterdam, Chez Nic. Th. Gravius. libraire sur le Nieuwendyk, 1781,  pp. 252+29; 400 tavv., DOI:10.5962/bhl.title.43777, ISBN non esistente, OCLC 78458052.
- (EN, LA) Walker, F., List of the specimens of lepidopterous insects in the collection of the British Museum (PDF), collana Order of the Trustees, Vol. 2, Londra, 1854  [1854-66],  p. 401, DOI:10.5962/bhl.title.58221, ISBN non esistente, OCLC 9610924.
- (ZH) Wang, H. Y., Illustrations of day-flying moths in Taiwan, Taipei, Taiwan Museum, 1993,  p. 105, ISBN 9789575313043, OCLC 488206514.
- (EN) Yen, S. H. & Wu, S., Biota Taiwanica / Hexapoda: Lepidoptera, Calliduloidea, Callidulidae, Callidulinae (PDF), Kaohsiung, National Sun Yat-Sen University, 2009,  p. 24, ISBN 9789579014397, OCLC 765856971.